# 大阪府立登美丘高等學校
大阪府立登美丘高等學校（日语：／ Ōsaka Furitsu Tomioka Kōtō Gakkō）是一所位于日本大阪府堺市东区的公立高级中学，该校是男女共学的全日制课程普通科高中。該校的昵称包括其简称“登美丘高校”和。

## 学校社团（部活）

### 体育系社团
- 剑道
- 硬式网球（分男生部 / 女生部）
- 足球
- 柔道
- 游泳
- 软式网球（分男生部 / 女生部）
- 排球（分男生部 / 女生部）
- 手球（仅限男生参加）
- 棒球
- 田径
- 垒球（仅限女生参加）

### 文艺系社团
- 戏剧
- 茶道
- 摄影
- 书法
- 管乐器（自2007年至2018年，连续12年获得“大阪府管乐器演奏竞赛南地区大赛”高级中学A部金奖并入围大阪府决赛。）
- 个人计算机
- 艺术
- 广播
- 民谣
- 写作
- 烹饪
- 舞蹈
  - “全国高中舞蹈部锦标赛”（日本街舞协会主办）：2017年、2018年冠军
  - “日本高中舞蹈部锦标赛夏季赛（日语：日本高校ダンス部選手権）：2013年、2014年优秀奖；2015年、2016年全国冠军；2017年全国亚军
  - 日本唱片大奖：第59届日本唱片大奖（日语：第59回日本レコード大賞）特别奖
  - 2018年关西元气文化圈奖、新力量奖
  - 第68回NHK紅白歌合戰：乡裕美伴舞
- 科学同好会
- 同好会
- 竞技歌牌同好会

## 知名校友
- 北田雄夫（日语：北田雄夫）：冒险赛跑选手。日本第一个完成世界七大洲冒险马拉松的人。
- 藤井荣治（日语：藤井栄治）：前阪神虎、现阪急勇士队棒球选手。
- akane（日语：akane (振付師)）：編舞師，在學期間創立該校的舞蹈部，亦為該校舞蹈部的教練(於2019年引退)。
- 伊原六花（林沙耶）：在學期間為該校舞蹈部的隊長，现为FOSTER（日语：フォスター (芸能プロダクション)）所属艺人。

### 文献
- 大阪府立登美丘高级中学60周年纪念志编辑委员会. 创立60周年纪念志. 大阪府立登美丘高级中学. 1983年